# クレーン・ユウ
クレーン・ユウ（1962年10月31日 - ）は、日本の女子プロレスラー。本名：本庄 ゆかり（ほんじょう ゆかり）。

## 来歴
1980年、全日本女子プロレスでデビュー。
1984年、「マスクド・ユウ」として所属していた「デビル軍団」を脱退し、ダンプ松本と大ヒール軍団『極悪同盟』を結成する。ヒールとして活躍。
1985年2月25日、ダンプ松本をパートナーとした100kgタッグチームとして、クラッシュギャルズを破り第78代WWWA世界タッグ王座を獲得。
1985年4月26日、鹿島町立体育館で行われた「第1回ジャパングランプリ公式戦」においての同門対決・ダンプ松本戦で、壮絶な大流血試合となる。この試合を最後に本名の「本庄ゆかり」名義で正統派レフェリーに転向する。しかし極悪同盟の面々にはよく思われておらず、最初の頃は試合中によく襲撃を受けていた。特にダンプ松本には首にチェーンを巻き付けられて投げ飛ばされたり、ラリアットを見舞われるなどの仕打ちもあった。
その後、獄門党のマスクウーマン「ダイナマイト・ジャック」としてリングへ復帰するも、1989年4月22日大阪府立臨海スポーツセンターにおいて本庄ユカリとしてライオネス飛鳥を相手に引退試合を行い現役を引退。 
1998年8月14日に川崎市体育館で行われたダンプ松本・大森ゆかり・ジャンボ堀が発起人の「メモリアル・オールスター戦～あの時、君は強かった!!」に参加。
2003年5月11日に横浜アリーナで行われた『全日本女子プロレス創立35周年記念大会 The Future』において、
『松永俊国メモリアルマッチ 極悪同盟復活』として「ダンプ松本&クレーン・ユウvs立野記代&小倉由美」戦を行い、極悪同盟：ダンプ松本&クレーンユウのタッグが一日限りの復活。　
2005年1月17日、後楽園ホールで行われた全日本女子プロレス「ダンプ松本&ZAP・T&サソリvsジャガー横田&立野記代&井上貴子（レフェリー：阿部四郎）」戦には、極悪同盟としてコンドル斉藤・ドリル仲前らとセコンドとして参加。
2005年8月、後楽園ホールで行われたLLPWの「立野記代25周年記念バトルロイヤル」にOGとして参加。
2007年2月12日、両国国技館で行われたLLPWの「女子プロレス最強決定トーナメント」の「ダンプ松本vs神取忍」戦でセコンドとして参加。
2012年1月8日には東京ドームシティホールで行われた極悪同盟の後輩であるブル中野引退興行「女帝」にレフェリーとして参加。
2014年3月22日、大田区総合体育館で長与千種プロデュース興行「That's 女子プロレス」にブル中野と影かほる、ZAP・Tと極悪同盟のセコンドで参加。
2015年10月4日、プロレス団体COMBOの第一試合でプロレス復帰した。
2016年7月9日には、東京・新木場1stRINGで行われたダンプ松本&堀田祐美子主催興行「極悪×暴走」スペシャルエキシビションマッチに『極悪同盟』としてダンプと久々にタッグを組み、かつての全女仲間で仲良しでもあったジャンボ堀&大森ゆかりとOG対決した。

## 得意技
- ボディ・プレス
- 凶器攻撃
- パイルドライバー
- 体当たり

## テレビ出演
- 月曜ドラマランド「まさし君」（1985年、フジテレビ）

## その他
- テレビのバラエティー番組の企画（夫が恐妻に逆襲するという物）に応募していた一般男性の「妻」がユウで、元レスラーとして紹介された。「引退後はお見合い結婚して子沢山家族」と紹介されたが、その後2014年フジテレビで放映された番組『ザ・ノンフィクション』内に出演し、3人の子供を連れて離婚したという。2023年現在は孫もおり、ジャンボ堀と同様におばあちゃんレスラーの一人でもある。
- リングを降りればダンプと同様、物腰も低く優しい性格であったために、1984年～1985年の全盛期にはファンに声をかけられると悪役だったにもかかわらずつい手を振って応対するなどしてしまう為、ダンプから「（悪役は）そんな事をしちゃ駄目!」と注意をされていたという。ダンプ松本は後に「本当はいい人なんて、絶対に思われたくなかった。だからファンサービスなんか、いっさいなし。クレーンはそれをやりたがったんで、(極悪同盟を)辞めてもらったくらいです」と明かした[2]。
- 2021年10月現在は、知人の縁で知り合ったインディーズプロレス団体「COMBO」で年4回の興行に参戦していることをブル中野のYoutubeチャンネルにて報告した[3]。